# Tales from the Borderlands
Tales from the Borderlands – komputerowa gra przygodowa typu „wskaż i kliknij” stworzona przez Telltale Games przy współpracy z Gearbox Software oraz 2K Games, producentem i wydawcą serii Borderlands, na której bazuje fabuła gry. Gra została wydana w listopadzie 2014 na komputery z systemami Windows i OS X oraz na konsole PlayStation 3, PlayStation 4, Xbox 360 i Xbox One.

## Odcinki
| Lp. | Tytuł                     | Reżyseria         | Data wydania         |
| --- | ------------------------- | ----------------- | -------------------- |
| 1 | Zer0 Sum                  | Nick Herman       | 25 listopada 2014    |
| Po nieudanej transakcji, pracownik Hyperionu Rhys musi zawrzeć niepewny sojusz z profesjonalną oszustką Fioną, aby odnaleźć skradzione pieniądze.                 |                           |                   |                      |
| 2 | Atlas Mugged              | Jonathan Stauder  | 17 marca 2015        |
| Zespół próbuje dowiedzieć się więcej nt. projektu Gortys, podczas gdy gonią ich bezwzględni łowcy.                                                                |                           |                   |                      |
| 3 | Catch a Ride              | Ashley Ruhl       | 23 czerwca 2015      |
| Rhys i Fiona stają twarzą w twarz z groźną kryminalistką Vallory, podczas szukania kolejnych części do Gortysa.                                                   |                           |                   |                      |
| 4 | Escape Plan Bravo         | Martin Montgomery | 18 sierpnia 2015     |
| Rhys i Fiona są zmuszeni przez Vallory do podróży na Helios, w celu odnalezienia kolejnej części.                                                                 |                           |                   |                      |
| 5 | The Vault of the Traveler | Nick Herman       | 20 października 2015 |
| Przeszłość i teraźniejszość zderzają się, gdy Handsome Jack przejmuje kontrolę nad Hyperionem i tożsamość Nieznajomego oraz lokalizacja skarbu zostają ujawnione. |                           |                   |                      |

## Odbiór gry
| Gra                                  | GameRankings                        | Metacritic                          |
| ------------------------------------ | ----------------------------------- | ----------------------------------- |
| Episode 1: Zer0 Sum                  | PC: 86,17% PS4: 82,38% XONE: 80,00% | PC: 84/100 PS4: 80/100 XONE: 82/100 |
| Episode 2: Atlas Mugged              | PC: 80,54% PS4: 82,21% XONE: 75,86% | PC: 78/100 PS4: 81/100 XONE: 78/100 |
| Episode 3: Catch a Ride              | PC: 82,95% PS4: 84,00% XONE: 69,40% | PC: 81/100 PS4: 84/100 XONE: 65/100 |
| Episode 4: Escape Plan Bravo         | PC: 80,82% PS4: 81,67% XONE: 82,67% | PC: 79/100 PS4: 78/100              |
| Episode 5: The Vault of the Traveler | PC: 88,65% PS4: 89,89% XONE: 85,33% | PC: 86/100 PS4: 90/100              |

### Episode 1: Zer0 Sum
Pierwszy odcinek otrzymał bardzo wysokie oceny. 9/10 punktów przyznały serwisy GameSpot, Destructoid i God is a Geek, Polygon ocenił odcinek na 8,5/10 punktów, a GamesBeat na 9,6/10.

### Episode 2: Atlas Mugged
Eurogamer przyznał drugiemu odcinkowi 8/10 punktów, stwierdzając że każdy kolejny odcinek gry zapewnia świetną zabawę.

### Episode 3: Catch a Ride
Trzeci epizod Tales from the Borderlands otrzymał gorsze oceny według GameRankings i Metacritic dla konsoli Xbox One. Marty Sliva z IGN przyznał trzeciemu epizodowi 9 na 10 punktów, doceniając udane połączenie humoru i dramatu.

### Episode 4: Escape Plan Bravo
Odcinek czwarty pomimo dobrych ocen w GameRankings (82,13% dla PC) oraz Metacritic (81/100 dla PC), uzyskał punktację 6 na 10 od redakcji IGN i GameSpot.

### Episode 5: The Vault of the Traveler
The Vault of the Traveler został uznany za najlepszy epizod gry, otrzymując wysokie noty m.in. od serwisu IGN, Destructoid, GameSpot i GamesRadar.